# سادا تامپسون
 سادا تامپسون (انگلیسی: Sada Thompson؛ ۲۷ سپتامبر ۱۹۲۷ – ۴ مهٔ ۲۰۱۱) یک هنرپیشه اهل ایالات متحده آمریکا بود. وی بین سال‌های ۱۹۵۵ تا ۲۰۰۰ میلادی فعالیت می‌کرد.